# Niévroz
Niévroz – miejscowość i gmina we Francji, w regionie Owernia-Rodan-Alpy, w departamencie Ain.

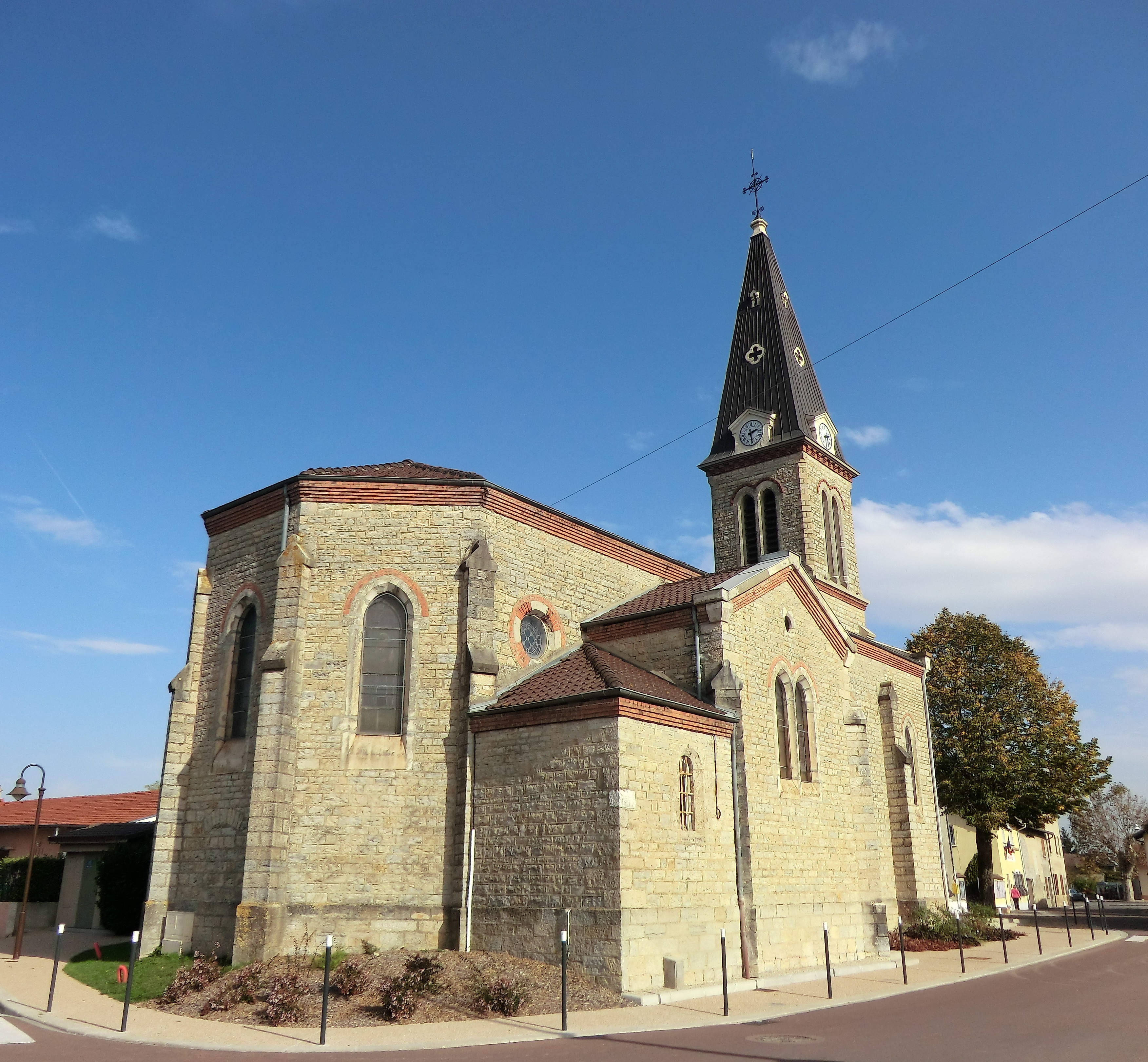
Kościół Wniebowzięcia NMP z 1985 roku (2012)

## Demografia
Według danych na styczeń 2012 roku gminę zamieszkiwały 1542 osoby, a gęstość zaludnienia wynosiła 147,4 osób/km².